# アン・デイビス
アン・デイビス（Ann B. Davis、1926年5月5日 - 2014年6月1日）は、アメリカ合衆国の女優。

## 人物
エミー賞を2度受賞しており、日本では『ゆかいなブレディ家』で知られている。